# Joy Onaolapo
Joy Ganiyat Onaolapo (* 24. Dezember 1982 in Sapele; † Juli 2013 im Bundesstaat Edo) war eine nigerianische Paralympics-Gewichtheberin bzw. Powerlifterin.

## Leben
Onaolapo hatte eine Querschnittslähmung als Folge einer Polio-Erkrankung. Sie qualifizierte sich für die Sommer-Paralympics 2012 in London und gewann in der Disziplin Paralympisches Bankdrücken (auch: Powerlifting oder Gewichtziehen) die Goldmedaille in der 52-kg-Klasse.
Im Juli 2013 starb Onaolapo im Alter von 30 Jahren. Der ehemalige nigerianische Präsident Goodluck Jonathan beschrieb „den Tod der nigerianischen paralympischen Goldmedaillengewinnerin, Frau Joy Onaolapo, als einen großen Verlust für die Nation“. Trainer Ijeoma Iheriobim beschrieb die verstorbene Onaolapo als „engagierte und fleißige Athletin“.
Onaolapo war verheiratet und hatte zwei Kinder.